# Gosselming
Gosselming – miejscowość i gmina we Francji, w regionie Grand Est, w departamencie Mozela.
Według danych na rok 1990 gminę zamieszkiwało 526 osób, a gęstość zaludnienia wynosiła 52 osób/km² (wśród 2335 gmin Lotaryngii Gosselming plasuje się na 573. miejscu pod względem liczby ludności, natomiast pod względem powierzchni na miejscu 598.).